# Lacticaseibacillus casei
Lacticaseibacillus casei — вид грампозитивних бактерій родини Lactobacillaceae. Є звичайними представниками ротової порожнини, кишечника, вульви і вагіни людини, у нормі присутні в шлунково-кишковому тракті. У товстому кишечнику здорових дорослих людей молочнокислі палички L. casei — це 9,5 % загальної біомаси мікрофлори. У поєднанні з біфідобактеріями становить основну ланку мікрофлори кишечника. L. casei продукує молочну кислоту, яка знижує рівень кислотності в травній системі й пригнічує ріст умовно-патогенних мікроорганізмів, що покращує регулярність дефекації, підтримує рівень кислотності шлунка, попереджує розвиток діареї і запальних захворювань кишечника. Бактерія бере участь у дозріванні сиру чечил.

## Опис
Грампозитивні молочнокислі палочкоподібні анаеробні неспороутворюючі бактерії. Геном L. casei становить приблизно 2,9 млн пар основ.